# Locustogammarus hirsutimanus
Locustogammarus hirsutimanus is een vlokreeftensoort uit de familie van de Anisogammaridae. De wetenschappelijke naam van de soort is voor het eerst geldig gepubliceerd in 1959 door Kurenkov & Mednikov.